# Juízo Final (Marcello Venusti)
Juízo Final é uma pintura a têmpera sobre madeira de Marcello Venusti, realizada em 1549 e mantida pelo Museu Nacional de Capodimonte, na cidade de Nápoles na Itália.

## História
A pintura foi encomendada pelo cardeal Alessandro Farnese a Marcello Venusti em 1549, a fim de manter em sua coleção de família uma cópia do fresco do Juízo Final de Michelangelo Buonarroti na Capela Sistina em Roma, concluído em 1541. Chegado a Nápoles como parte da coleção Farnese no final do século XVIII, está instalado na sala 9 do Museu de Capodimonte.
A peculiaridade da obra reside no fato de ser um dos principais documentos de como o afresco de Michelangelo apareceu antes dos ditames impostos pelo Concílio de Trento em 1564 , que levaram Daniele da Volterra a cobrir o que eram as cenas de nudez ou em qualquer caso considerado indecente. No entanto, a obra de Venusti, embora fiel ao original, apresenta diversificações sobretudo na cena de Cristo Juiz, onde se insere uma glória de anjos em oposição ao isolamento pretendido por Michelangelo.